# Kingman (Arizona)

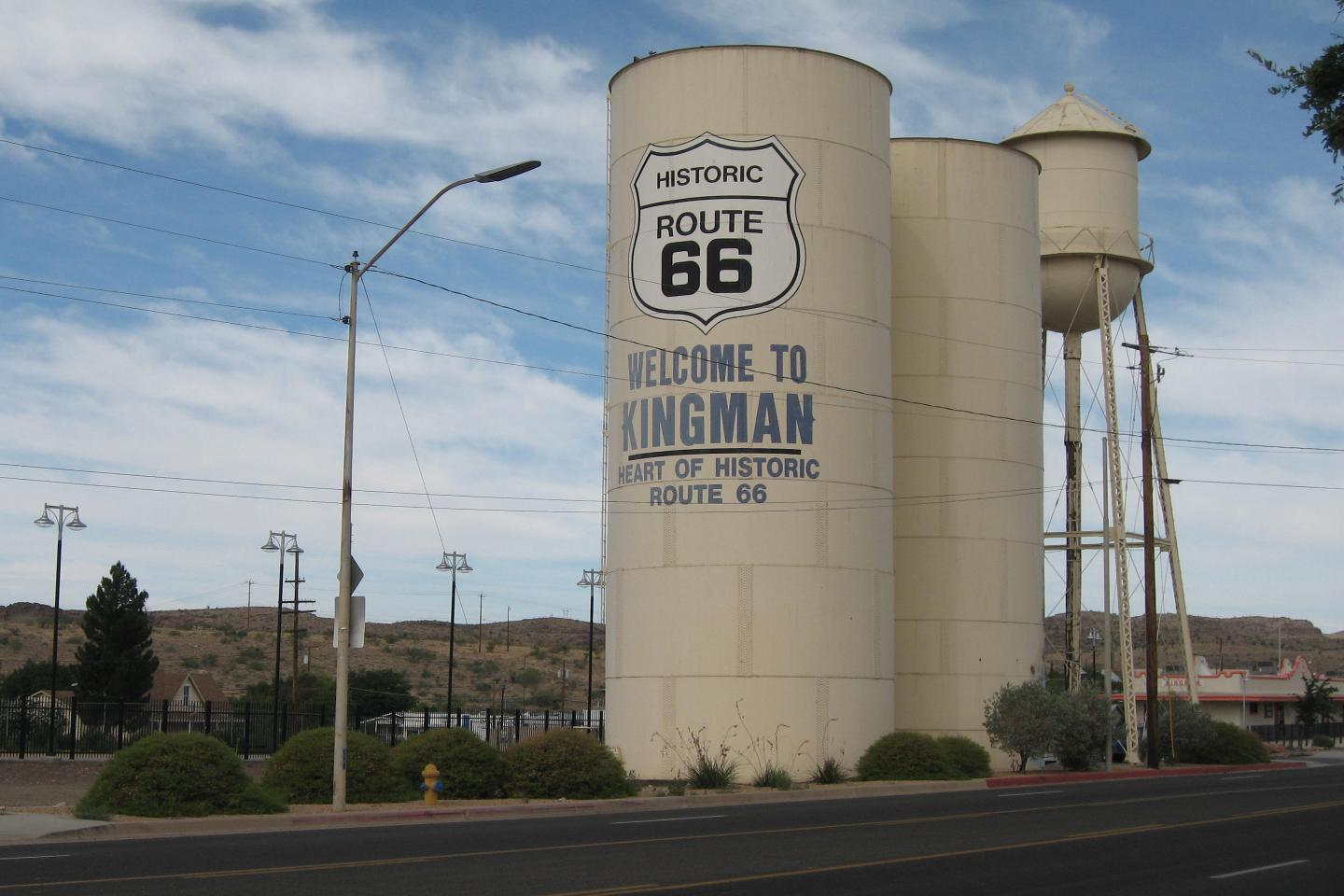
Wieża ciśnień na obrzeżach Kingman

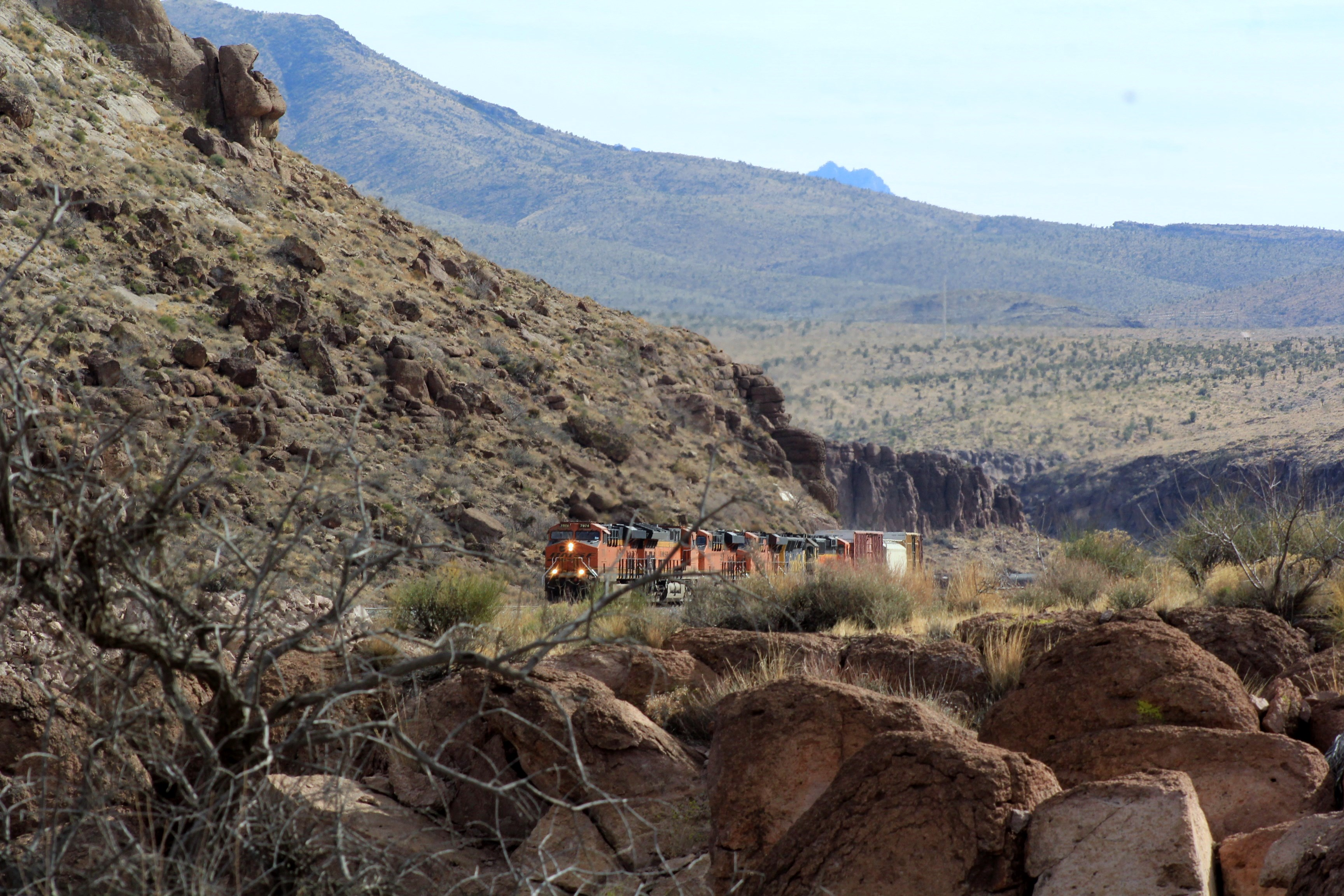

Kingman – miasto w hrabstwie Mohave, w północno-zachodniej Arizonie, w Stanach Zjednoczonych. Jest stolicą hrabstwa Mohave. Według spisu powszechnego z 2020 r. liczba ludności wynosiła 32 689 osób.
Kingman jest położone wzdłuż legendarnej trasy nr 66. Miasto jest wspomniane w piosence (Get Your Kicks On) Route Sixty Six, napisanej przez Bobby Troupa w 1946.

## Historia
Kingman jest stosunkowo młodym miastem; zostało ono założone w 1882 przez Lewisa Kingmana, amerykańskiego podróżnika z XIX wieku. Jego nazwiskiem miasto zostało także nazwane.
5 lipca 1973 w Kingman zginęło 11 osób w wyniku wybuchu gazu (propanu).